# سولفور
سولفور (بالإنجليزية: Sulphur, Oklahoma)‏ هي مدينة تقع بولاية أوكلاهوما في الولايات المتحدة. تبلغ مساحة هذه المدينة 18 (كم²)، وترتفع عن سطح البحر 305 م، بلغ عدد سكانها 4929 نسمة في عام 2010 حسب إحصاء مكتب تعداد الولايات المتحدة.

## التركيبة السكانية
حدّد مكتب تعداد الولايات المتحدة بيانات التركيبة السكانية لسولفور في تعداد الولايات المتحدة. في ما يلي، التركيبة السكانية حسب تعدادي 2000 و2010.

### تعداد عام 2000
بلغ عدد سكان سولفور 4,794 نسمة بحسب تعداد عام 2000، وبلغ عدد الأسر 1,877 أسرة وعدد العائلات 1,244 عائلة مقيمة في المدينة. في حين سجلت الكثافة السكانية 262.8 نسمة لكل كيلومتر مربع (680.6/ميل2). وبلغ عدد الوحدات السكنية 2,220 وحدة بمتوسط كثافة قدره 121.7 لكل كيلومتر مربع (315.2/ميل2).
وتوزع التركيب العرقي للمدينة بنسبة 79.45% من البيض و1.36% من الأمريكيين الأفارقة و12.72% من الأمريكيين الأصليين و0.38% من الأمريكيين ذوي الأصول الآسيوية و0.04% من سكان جزر المحيط الهادئ و1.52% من الأعراق الأخرى و4.53% من عرقين مختلطين أو أكثر و4.80% من الهسبانيون أو اللاتينيون من أي عرق.
بلغ عدد الأسر 1,877 أسرة كانت نسبة 33.8% منها لديها أطفال تحت سن الثامنة عشر تعيش معهم، وبلغت نسبة الأزواج القاطنين مع بعضهم البعض 49.3% من أصل المجموع الكلي للأسر، ونسبة 12.8% من الأسر كان لديها معيلات من الإناث دون وجود شريك، بينما كانت نسبة 4.1% من الأسر لديها معيلون من الذكور دون وجود شريكة وكانت نسبة 33.7% من غير العائلات. تألفت نسبة 30.3% من أصل جميع الأسر من عدة أفراد يعيشون في نفس المنزل ونسبة 15.5% كانت تتألف من شخص يعيش بمفرده يبلغ من العمر 65 عاماً أو أكثر. وبلغ متوسط حجم الأسرة المعيشية 2.40، أما متوسط حجم العائلات فبلغ 2.97.
بلغ العمر الوسطي للسكان 38.8 عاماً. وكانت نسبة 23.9% من القاطنين تحت سن الثامنة عشر، وكانت نسبة 9.1% بين الثامنة عشر والرابعة والعشرين عاماً، ونسبة 24.3% كانت واقعةً في الفئة العمرية ما بين الخامسة والعشرين والرابعة والأربعين عاماً، ونسبة 20.3% كانت ما بين الخامسة والأربعين والرابعة والستين، ونسبة 16.3% كانت ضمن فئة الخامسة والستين عاماً فما فوق. يوجد لكل 100 أنثى 91.3 ذكر، ويوجد لكل 100 أنثى في الثامنة عشر من عمرها فما فوق 84.4 ذكر.
بلغ متوسط دخل الأسرة في المدينة 27,236 دولارًا، أما متوسط دخل العائلة فبلغ 35,000 دولارًا. وكان متوسط دخل الذكور 28,712 دولارًا مقابل 19,438 دولارًا للإناث. وسجل دخل الفرد الخاص بالمدينة 15,691 دولارًا. وكانت نسبة 7.9% من العائلات ونسبة 12.3% من السكان تحت خط الفقر، وكان من هؤلاء نسبة 18% تحت سن الثامنة عشر ونسبة 13.5% في الخامسة والستين من العمر وما فوق.

### تعداد عام 2010
بلغ عدد سكان سولفور 4,929 نسمة بحسب تعداد عام 2010، وبلغ عدد الأسر 1,905 أسرة وعدد العائلات 1,228 عائلة مقيمة في المدينة. في حين سجلت الكثافة السكانية 270.2 نسمة لكل كيلومتر مربع (699.8/ميل2). وبلغ عدد الوحدات السكنية 2,311 وحدة بمتوسط كثافة قدره 126.7 لكل كيلومتر مربع (328.2/ميل2).
وتوزع التركيب العرقي للمدينة بنسبة 75.65% من البيض و1.03% من الأمريكيين الأفارقة و12.82% من الأمريكيين الأصليين و0.41% من الأمريكيين ذوي الأصول الآسيوية و0.14% من سكان جزر المحيط الهادئ و3% من الأعراق الأخرى و6.94% من عرقين مختلطين أو أكثر و7.87% من الهسبانيون أو اللاتينيون من أي عرق.
بلغ عدد الأسر 1,905 أسرة كانت نسبة 33.1% منها لديها أطفال تحت سن الثامنة عشر تعيش معهم، وبلغت نسبة الأزواج القاطنين مع بعضهم البعض 45.5% من أصل المجموع الكلي للأسر، ونسبة 13.8% من الأسر كان لديها معيلات من الإناث دون وجود شريك، بينما كانت نسبة 5.1% من الأسر لديها معيلون من الذكور دون وجود شريكة وكانت نسبة 35.5% من غير العائلات. تألفت نسبة 30.9% من أصل جميع الأسر من عدة أفراد يعيشون في نفس المنزل ونسبة 12.9% كانت تتألف من شخص يعيش بمفرده يبلغ من العمر 65 عاماً أو أكثر. وبلغ متوسط حجم الأسرة المعيشية 2.45، أما متوسط حجم العائلات فبلغ 3.06.
بلغ العمر الوسطي للسكان 38.5 عاماً. وكانت نسبة 24.6% من القاطنين تحت سن الثامنة عشر، وكانت نسبة 8.7% بين الثامنة عشر والرابعة والعشرين عاماً، ونسبة 24.3% كانت واقعةً في الفئة العمرية ما بين الخامسة والعشرين والرابعة والأربعين عاماً، ونسبة 26% كانت ما بين الخامسة والأربعين والرابعة والستين، ونسبة 16.4% كانت ضمن فئة الخامسة والستين عاماً فما فوق. وتوزع التركيب الجنسي للسكان بنسبة 50.2% ذكور و49.8% إناث.

## أعلام
- واين بينيت
- جيمس روبرت هاتاور
- جورج بار

## وصلات خارجية
- sulphurokla.com
- The US50 - Cities and Towns in Oklahoma State